# مدرسه هنرهای نمایشی سئول
مدرسه هنرهای نمایشی سئول (انگلیسی: School of Performing Arts Seoul; به اختصار: SOPA; کره‌ای: 서울공연예술고등학교) یک دبیرستان هنر واقع شده در ناحیه گورو در سئول، کره جنوبی است

## دپارتمان‌ها
- دپارتمان تئاتر و فیلم
- دپارتمان رقص
- دپارتمان موسیقی
- دپارتمان هنرهای نمایشی
- دپارتمان هنرهای تئاتر[۴]
- دپارتمان هنرهای پخش[۵]

## فارغ‌التحصیلان برجسته
- به سوزی[۶]
- لیا
- آرین[۷]
- اکسی
- هونگ یه جی[۸]
- شین‌بی[۹]
- هوانگ مین هیون
- جانگ وون یونگ[۱۰]
- یه‌رین[۱۱]
- جانگ یه اون
- کیم جه وون[۱۲]
- جیسو
- کای
- کیم مین جو[۱۳]
- اومجی[۱۴][۱۵]
- یون‌وو
- لی جه نو
- لی یونگ یو
- نا جه مین[۱۶]
- ریو سو جونگ
- سون نا اون